# Sheldon, Quận Rusk, Wisconsin
Sheldon là một làng thuộc quận Rusk, tiểu bang Wisconsin, Hoa Kỳ. Năm 2006, dân số của làng này là 256 người.